# Dekselgoudkussentje
Het dekselgoudkussentje (Perichaena corticalis) is een plasmodiale slijmzwam behorend tot de familie Trichiaceae. Het komt voor, meestal op de binnenzijde, van schors van dode loofbomen.

## Kenmerken

### Uiterlijke kenmerken
De sporangia zijn meestal (bijna) bolvormig. De breedte is 0,2 tot 1,0 mm. De kleur is dof roodbruin of okerbruin. De ruitvormige kristallen doen het peridium min of meer grijs kleuren. De deksel wordt afgetekend door een golvende streep die zich halverwege bevindt. Het hypothallus is dun, bruin, opvallend en loopt onder de hele groep door.
Het plasmodium heeft een witte kleur. 

### Microscopische kenmerken
De capillitia meten 1,5 of 4 micron in diameter. Ze zijn onregelmatig ingesnoerd soms ook maar regelmatige ringvormige insnoeringen op bepaalde plaatsen. Ze zijn veelal spaarzaam vertakt. Zelden vormen ze een net. Ze zijn glad of hebben stekeltjes. 
De sporen zijn helder geel in bulk. Met doorvallend lichtend zijn ze eveneens geel en meten ze 10 tot 14 micron. Ze zijn bezet met kleine wratjes.

## Verspreiding
In Nederland komt het dekselgoudkussentje matig algemeen voor. Het staat niet op de rode lijst en is niet bedreigd.